# Simulium borneoense
Simulium borneoense är en tvåvingeart som beskrevs av Takaoka 2001. Simulium borneoense ingår i släktet Simulium och familjen knott. Inga underarter finns listade i Catalogue of Life.